# Sarcophaga pedestris
Sarcophaga pedestris är en tvåvingeart som först beskrevs av Villeneuve 1910.  Sarcophaga pedestris ingår i släktet Sarcophaga och familjen köttflugor.
Artens utbredningsområde är Sydjemen. Inga underarter finns listade i Catalogue of Life.